# Rafał Freyer
Rafał Freyer (ur. 11 maja 1975 w Tarnobrzegu) – dziennikarz, radiowiec.  

## Działalność
Spokrewniony z olimpijczykiem Alfredem Freyerem. Absolwent Liceum Ogólnokształcącego im. M. Kopernika w Tarnobrzegu. Studiował na Akademii Pedagogicznej w Krakowie (anglistyka, europeistyka) oraz w Szkole Głównej Handlowej w Warszawie (marketing). Jeden z autorów regularnie piszących dla branżowego portalu RadioNewsLetter.pl. 
Między 1993 a 1999 rokiem był związany z tarnobrzeskim, lokalnym Radiem Leliwa, gdzie pełnił funkcje DJ-a, reportera i dyrektora muzycznego oraz prowadził z Iwoną Kutyną Listę Przebojów Radia Leliwa. Od 1999 do 2000 był szefem muzycznym katolickiego Radia Józef.  
W latach 2000–2010 związany pracował w grupie radiowej Eurozet. Między 2000 a 2007 rokiem był zastępcą dyrektora muzycznego, a w 2007 został dyrektorem muzycznym Radia Zet i pełnił tę funkcję do roku 2010. W latach 2004–2007 był dyrektorem muzycznym Radiostacji.  
Od października 2014 roku jest dyrektorem programowym telewizji Kino Polska Muzyka.  
Obecnie dyrektor programowy kanału Zoom TV, należącego do Kino Polska TV S.A.